# Jūra
Die Jūra, deutsch Jura, ist ein 172 km langer, rechter Nebenfluss der Memel, der in Niederlitauen entspringt. Der Fluss ist zumeist naturbelassen und windet sich in Mäandern, jedoch ist der Verlauf durch zwei Staumauern von Wasserkraftwerken reguliert. Für Paddler stellen dichte Vegetation im Oberlauf und große Steine an manchen Stellen Hindernisse dar.

## Verlauf
Die Jūra ist mit einer Länge von 171,8 km der neuntlängste Fluss im Memel-Becken.
Die Quelle des Jūra befindet sich in der Rietavas-Ebene (lit. Rietavo lyguma). Sie fließt vornehmlich südlich, parallel zur Ostseeküste. Im Oberlauf fließt sie über die westlichen Hänge des Zamagitischen Hochlands (lit. Žemaičių aukštuma) und hat dort kaum rechte Zuflüsse. Sie dreht kurz östlich zum Karšuva-Tiefland (lit. Karšuvos žemuma), fließt in ihrem Unterlauf aber bald wieder südlich entlang der Moränenhügel bei Vilkyškiai. Unweit der Ortschaft Šereitlaukis mündet sie in die Memel.
Die Jūra gilt in ihrem Oberlauf als relativ wilder, für Paddler stellenweise schwierig zu befahrender Wanderfluss, dessen Wasserstand auch nach kleineren Niederschlagsereignissen starken Schwankungen unterliegen kann. Erst im Unterlauf nimmt das Gefälle stark ab; sie fließt dann geruhsam durch die Wiesenauen.
Die Jura hatte früher gewisse Bedeutung für die Flößerei. Als schiffbar galt eine kürzere Strecke oberhalb der Mündung.
Das Jūra-Becken hat ein Einzugsgebiet von 4.005,06 km² und befindet sich gänzlich auf litauischem Gebiet.

## Name
Der Name bezieht sich auf Wasser. Möglich ist ein Zusammenhang zwischen der Bedeutung See/Meer und den häufig auftretenden Überschwemmungen am Unterlauf: „Durch den Zufluss der wasserreichen Scheschuwa verbreitert sie sich, kann aber infolge des langsamen Laufes bei starken Niederschlägen im Ober- und Mittellauf trotzdem nicht die Wassermassen fassen. Hochwasser kann hier praktisch zu allen Jahreszeiten auftreten, nicht nur im Frühjahr, sondern auch im Herbst und selbst im Sommer. Innerhalb weniger Stunden steigt der Wasserspiegel um zwei bis vier Meter und macht aus Wiesenniederungen einen einzigen See, der dem Fluss den Namen gegeben haben mag“.
- litauisch „jura, juros“ = See, Meer
- preußisch-litauisch „juras“ = lärmend, unruhig, auch grünblau
- prußisch „jura“ = Fluss
- „jure“ = Meer, Haff
- nehrungs-kurisch „jur“ = Meer, Ostsee